# Біополімери
Біополіме́ри — загальна назва макромолекулярних сполук, що існують у живій природі; полімери біологічного походження.
Ці біологічні макромолекули характеризуються своєю складною структурою, яка часто складається з повторюваних мономерних одиниць, і вони відіграють фундаментальну роль в архітектурі та функціональності біологічних організмів. Біополімери охоплюють кілька ключових категорій, включаючи нуклеїнові кислоти (такі як ДНК і РНК), пептиди й білки, вуглеводи й полісахариди, кожна з яких унікально впливає на складність живих систем. Більшість біополімерів є кополімерами, тобто складаються із мономерних ланок різного типу.
Біополімери мають надзвичайне біологічне значення, вони становлять основу структури і життєдіяльності живих організмів нашої планети. Крім того, уся історія цивілізації людини пов’язана з використанням біополімерів: їжа, волокна для виготовлення одягу і різноманітних предметів ужитку, будування й опалення житла.

## Історія
Історія біополімерів є свідченням людської цікавості та невпинного прагнення зрозуміти фундаментальні будівельні блоки життя. Ранні дослідження біополімерів відносяться до 19 століття, коли дослідники почали вивчати хімічний склад біологічних матеріалів.
- Відкриття білків: Відкриття білків як життєво важливих компонентів живих організмів приписують Юстусу фон Лібіху та Фрідріху Велеру в 1830-х роках. Вони виділили сечовину з ціанату амонію, продемонструвавши, що органічні сполуки можуть бути синтезовані з неорганічних матеріалів, кинувши виклик віталізму.[2]

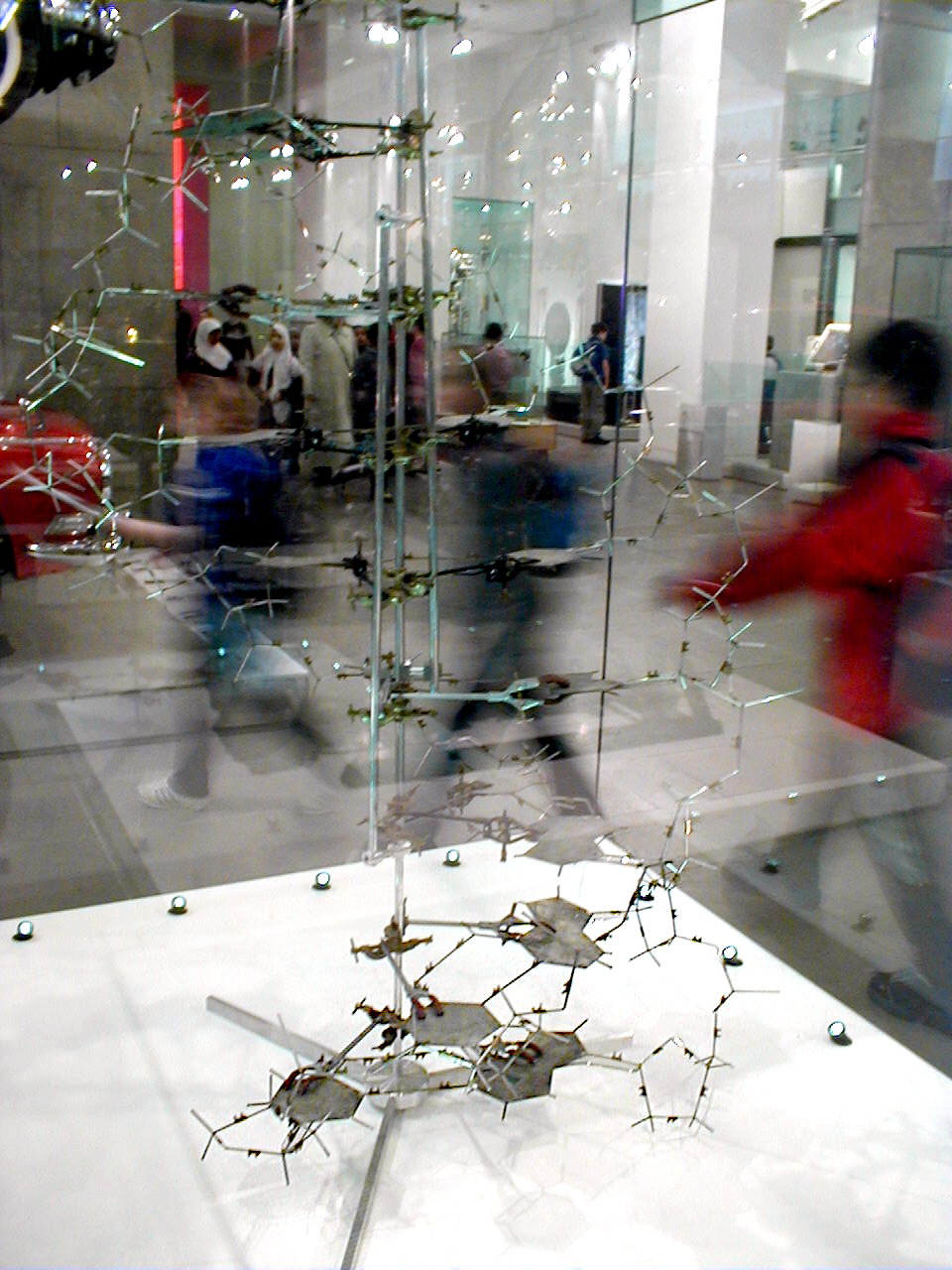
Модель ДНК, створена Френсісом Кріком і Джеймсом Вотсоном у 1953 році, виставлена в Музеї науки в Лондоні

- Модель ДНК, створена Френсісом Кріком і Джеймсом Вотсоном у 1953 році, виставлена в Музеї науки в ЛондоніНуклеїнові кислоти: XX століття ознаменувало глибокі зміни в нашому розумінні генетики та спадковості. Ідентифікація ДНК як носія генетичної інформації, кульмінацією якої стала модель подвійної спіралі ДНК Джеймса Уотсона і Френсіса Кріка в 1953 році, була монументальним досягненням.[3] Протягом наступного десятиріччя було з'ясовано роль РНК у синтезі білка, виявивши її важливість у експресії генів.[4][5]
- Дослідження вуглеводів: вуглеводи, включаючи целюлозу і крохмаль, були визнані за їх роль у структурі рослин і накопиченні енергії. Полісахариди, такі як целюлоза, крохмаль, глікоген, інулін, декстрин, ксилан та ін., були досліджені на їхню роль у накопиченні енергії та клітинній структурі. Глікани та глікопротеїни були визнані своїми критично важливими функціями в клітинному розпізнаванні та імунних відповідях.[6]

### Сучасні досягнення
У XXI столітті відбувся значний прогрес у дослідженні біополімерів із передовими методами, такими як оміксні технології (епігеноміка, геноміка, протеоміка, мультиоміка та інші) та структурна біологія, які дають безпрецедентне розуміння функцій і структур цих молекул.
Історія біополімерів підкреслює їхню центральну важливість у біології та хімії, і кожне відкриття робить внесок у наші знання про фундаментальні процеси життя.

## Типи біополімерів
Біополімери являють собою різноманітний клас природних макромолекул, кожна з яких має відмінні структурні та функціональні властивості. Розуміння цих біополімерів має ключове значення для розуміння складності життя та їх широкого застосування в різних наукових і промислових областях.

### Нуклеїнові кислоти
- ДНК (дезоксирибонуклеїнова кислота): ДНК є генетичним планом життя, який містить інструкції для розвитку, функціонування та відтворення живих організмів [Watson and Crick, 1953].
- РНК (рибонуклеїнова кислота): РНК відіграє вирішальну роль у синтезі білка та експресії генів, транслюючи генетичну інформацію з ДНК у функціональні білки.

### Білки та пептиди

Рівні структурної організації білкової молекули

Білки та пептиди — це універсальні біополімери, що складаються з мономерів амінокислот, з’єднаних пептидними зв’язками. Пептиди містять від 2 до 50 амінокислот (2-20 – олігопептиди, 20-50+ – поліпептиди), а білками вважають пептиди з більш ніж 50 амінокислотами. Вони виконують функції ферментів (каталаза, ацетилтрансфераза та ін.), структурних компонентів (колаген, еластин та ін.), транспортерів (гемоглобін, міоглобін та ін.) та сигнальних молекул (інсулін, гормон росту та ін.).

### Вуглеводи
Вуглеводи охоплюють широкий спектр біополімерів, включаючи:
- Моносахариди: прості цукри, такі як глюкоза та фруктоза — не є біополімерами, але є складовими блоками біополімерів, таких як дисахариди та полісахариди.
- Дисахариди: пари моносахаридів, такі як сахароза і лактоза.
- Полісахариди: складні вуглеводи, такі як целюлоза, крохмаль і глікоген, які служать накопичувачами енергії та структурними матеріалами.
  - Целюлоза: необхідна для клітинних стінок рослин, забезпечуючи структурну підтримку.
  - Крохмаль: накопичення енергії в рослинах.
  - Глікоген: накопичення енергії у тварин.
  - Хітин: складова екзоскелетів членистоногих і клітинних стінок грибів.

### Синтетичні біополімери
До синтетичних біополімерів належать біорозкладані полімери, розроблені для різних застосувань, включаючи біорозкладні пластики й біопластик, медичні імплантати та системи доставки ліків (див. Наномедицина). Синтетичні біополімери представляють динамічну та інноваційну галузь науки про полімери, де дослідники розробляють і синтезують полімери зі специфічними властивостями для вирішення широкого спектру сучасних завдань. Ці сконструйовані біополімери набули популярності завдяки здатності до біологічного розкладання, універсальності та потенціалу пом’якшення екологічних проблем, таких як забруднення пластиком, пов’язаних із традиційними синтетичними полімерами.

## Функції
Основні функції біополімер:
- будівельна
- енергетична
- регуляторна
- захисна
- інформаційна
- запаслива.

## Властивості
Основна властивість мономерів: вони утворюють певну структуру (конформацію), яка й визначає їхні властивості і функції. 
Біополімери мають велику масу – близько від 10000 до 1 млн а.о.м.

## Застосування

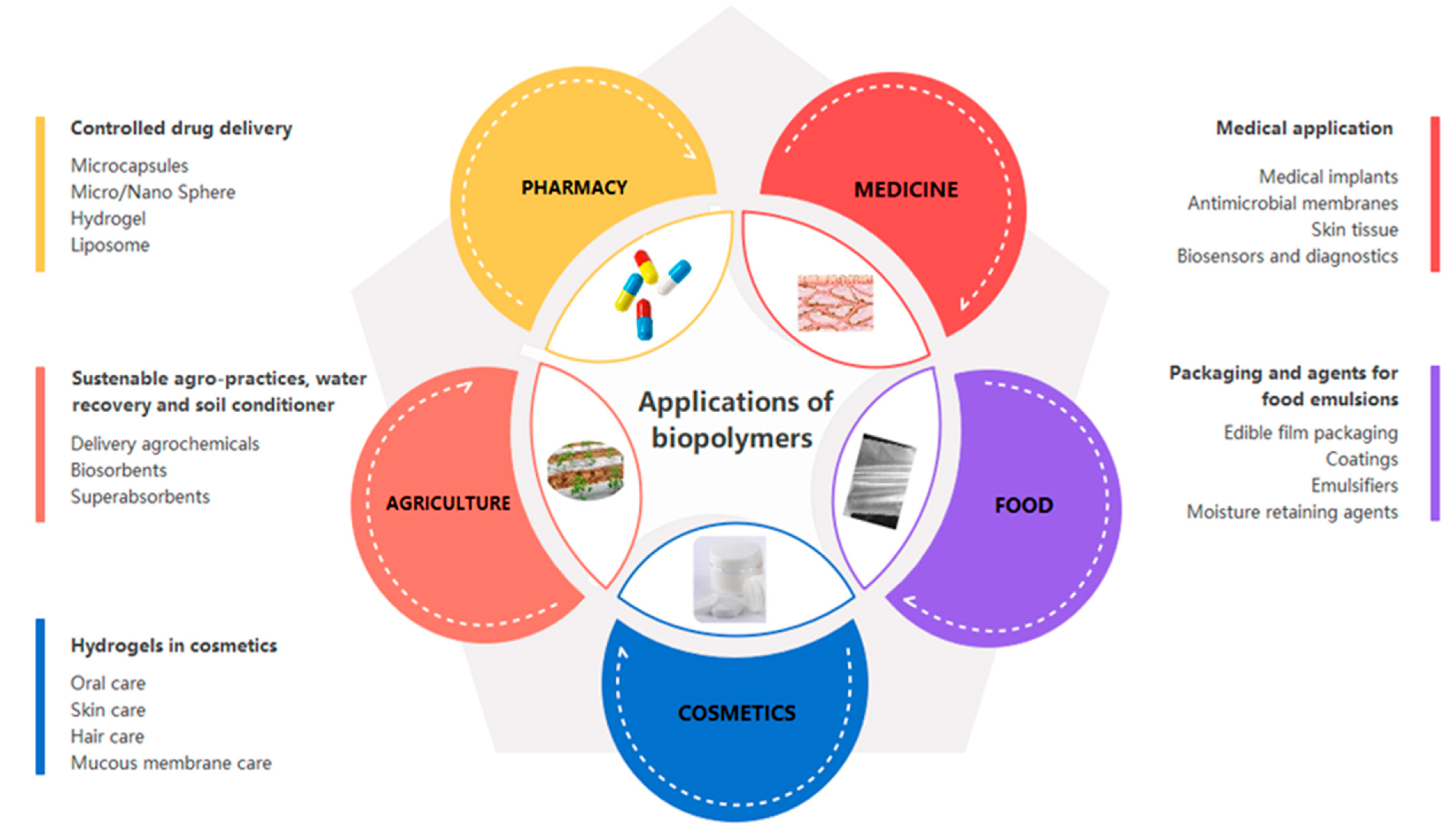
Застосування біополімерів

Біополімери з їхніми унікальними властивостями та здатністю до біологічного розкладання знайшли різноманітне та інноваційне застосування в широкому діапазоні наукових, промислових та екологічних галузей. Від охорони здоров’я до сільського господарства та сталого пакування біополімери використовуються завдяки своїй універсальності та екологічності.

### Біомедицина

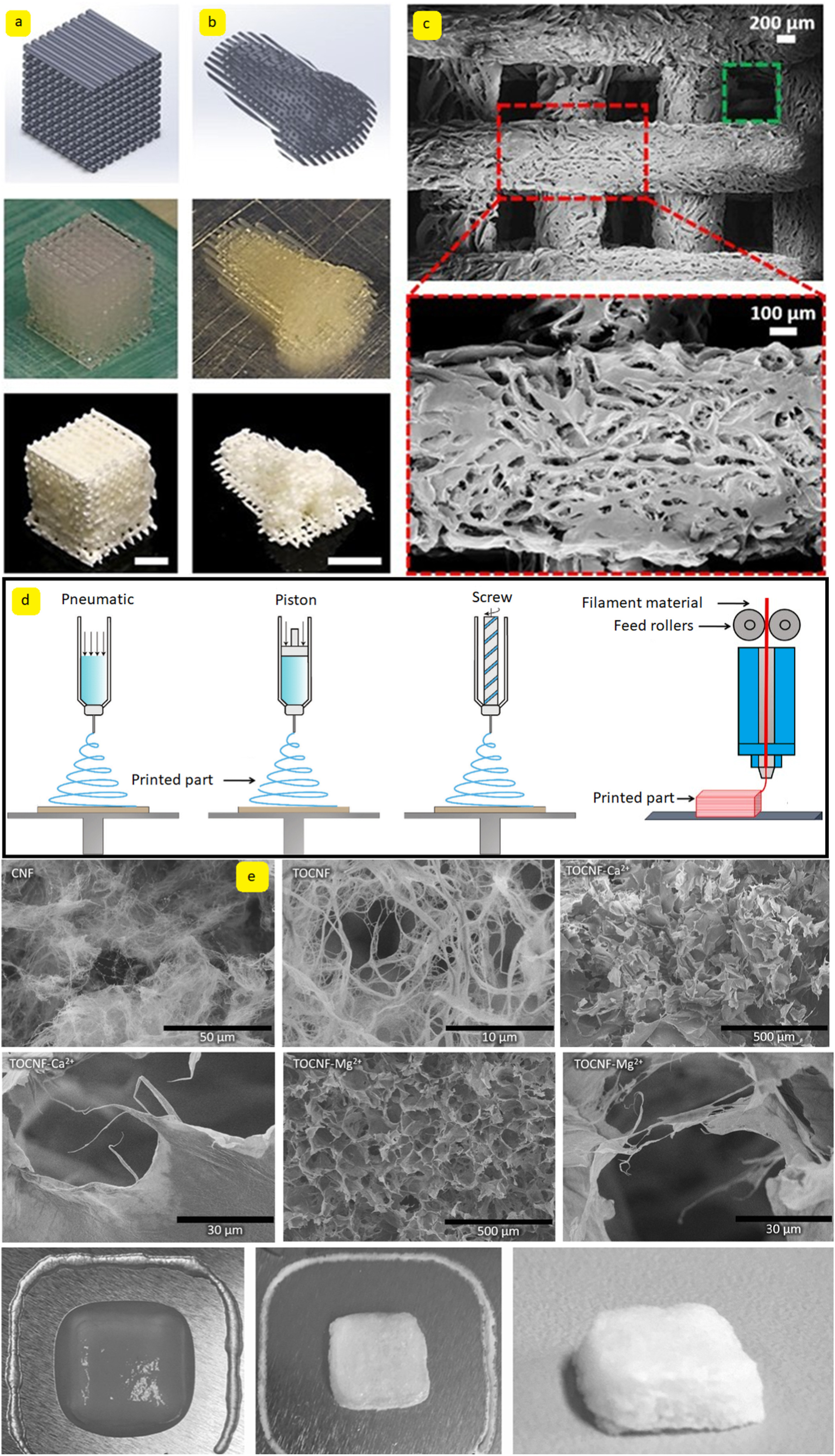
3D-друкований подвійний пористий каркасний аерогель з 20 мас.% целюлозних нанокристалів для (a) куба та (b) моделі людського носа, а також (c) відповідних СЕМ-зображень. (d) Різні методи 3D-друку матеріалів на основі лігноцелюлози. (e) Репрезентативні СЕМ-зображення целюлозних нановолокон та поперечно-зв’язаних целюлозних нановолокон з різними металевими катіонами як чорнило та їх друковані зразки. Все виготовлено з лігноцелюлозної біомаси за принципами циркулярної економіки.

- 3D-друкований подвійний пористий каркасний аерогель з 20 мас.% целюлозних нанокристалів для (a) куба та (b) моделі людського носа, а також (c) відповідних СЕМ-зображень. (d) Різні методи 3D-друку матеріалів на основі лігноцелюлози. (e) Репрезентативні СЕМ-зображення целюлозних нановолокон та поперечно-зв’язаних целюлозних нановолокон з різними металевими катіонами як чорнило та їх друковані зразки. Все виготовлено з лігноцелюлозної біомаси за принципами циркулярної економіки.[11]Тканинна інженерія: такі біополімери, як колаген, хітозан і гіалуронова кислота, використовуються для створення каркасів (скаффолдів) для тканинної інженерії. Ці матеріали сприяють росту клітин і регенерації тканин, обіцяючи відновлення пошкоджених або втрачених тканин тіла в регенеративній медицині та біомедичній інженерії.[12]
- Доставка ліків: біорозкладні біополімери, такі як полі(молочна-співгліколева кислота) (PLGA[en]), використовуються в системах доставки ліків. Вони забезпечують контрольоване вивільнення фармацевтичних препаратів, покращуючи ефективність ліків і зменшуючи побічні ефекти.[13] (див. Наномедицина)
- Пов’язки для ран: такі біополімери, як альгінат[14][15] і хітозан[16], використовуються в пов’язках для ран завдяки їхній біосумісності та здатності сприяти загоєнню ран.
- Імплантати: біологічно розкладані полімери, такі як полілактид (полімолочна кислота, PLA)[17] і полігліколева кислота (PGA), використовуються у виготовленні імплантатів, таких як шви, гвинти та стенти, які поступово розкладаються в організмі.[18]

### Харчова промисловість
- Їстівні плівки та покриття: такі біополімери, як крохмаль і хітозан[19], використовуються для створення їстівних плівок і покриттів для харчових продуктів. Ці покриття можуть подовжити термін зберігання швидкопсувних продуктів і зменшити харчові відходи.[20][21][22]
- Біорозкладна упаковка: такі біополімери, як полілактид (PLA) і полігідроксіалканоати (PHA), використовуються у виробництві біорозкладаних пакувальних матеріалів для харчових продуктів, пропонуючи екологічну альтернативу звичайним пластикам.[23]

### Сільське господарство та родючість ґрунту
- Біорозкладні мульчі: біополімери, такі як біорозкладні плівки мульчі, виготовлені з крохмалю або PLA, допомагають контролювати бур’яни та покращувати якість та родючість ґрунту в сільському господарстві. Ці плівки руйнуються природним шляхом, зменшуючи забруднення пластиком.[24][25][26]
- Біодобрива: біополімери використовуються для інкапсуляції та доставки біодобрив та добрив, покращуючи виділення поживних речовин і ріст рослин, одночасно зменшуючи вплив на навколишнє середовище.[27][28][29]

### Текстиль та одяг
- Виробництво волокна: біополімери, такі як хітозан[30] і альгінат[31], були досліджені для використання у виробництві текстилю, одягу та медичних матеріалів. Вони пропонують антимікробні властивості[32][33], комфорт і біорозкладаність.[34]

### Біорозкладні пакувальні матеріали
- Біорозкладані пластики: біополімери займають перше місце в екологічних пакувальних рішеннях. Біорозкладані пластики, отримані з крохмалю, PLA та PHA, набули популярності завдяки зниженому впливу на навколишнє середовище.[35]

### Пом'якшення впливу на навколишнє середовище
- Зменшення забруднення пластиком: біорозкладані біополімери є екологічно чистою альтернативою традиційним пластикам, зменшуючи забруднення пластиком на звалищах і в океанах. (див. також Забруднення моря пластиком, Забруднення пластиковими гранулами)
- Біоремедіація: такі біополімери, як хітин, використовувалися для інкапсуляції та доставки мікроорганізмів для цілей біоремедіації, сприяючи очищенню забрудненого середовища.[36][37]

### Виклики та перспективи на майбутнє
У той час як біополімери пропонують значні переваги, проблеми залишаються, включаючи економічну ефективність, масштабованість і адаптаційні властивості для конкретних застосувань. Поточні дослідження вивчають розробку нових біополімерів і вдосконалених методів обробки, прокладаючи шлях для ще більш широкого використання цих екологічно чистих матеріалів у різних галузях промисловості.

## Перспективні технології
В останні кілька десятиліть попит на біополімери та їх композити постійно зростав через широке використання та зменшення запасів викопних ресурсів. Екологічно чисті біоматеріали на основі біополімерів є надзвичайно важливими для підтримки стійкості навколишнього середовища. (див. Сталий розвиток)
Зараз біоматеріали вважаються дуже перспективними матеріалами, які можна використовувати як відповідні замінники синтетичних полімерів на основі викопних речовин та їх композитів шляхом відповідної модифікації біополімерів. Дослідники по всьому світу розробляють покращені біокомпозитні матеріали, додаючи різні наповнювачі в діапазоні нанорозмірів, які демонструють адекватні механічні властивості та можуть бути розроблені як майбутні біоматеріали, які можуть замінити традиційні пластики. Біополімери та біонанокомпозити помітно використовуються в багатьох країнах світу для пакування харчових продуктів, косметики, автомобільної промисловості, очищення води, тканинної інженерії, текстильної промисловості, електронної промисловості тощо. Для індустріалізації полімерних матеріалів на біооснові та біонанокомпозитних матеріалів вони повинні бути синтезовано складним способом за допомогою екологічної технології з покращеною геометрією, хорошим контролем внутрішньої архітектури, механічних властивостей і пористості. Вважається, що хітин, альгінат, пектин, зеїн, хітозан, поліглутамінова кислота (PGA) та інші природні біополімери є матеріалами майбутнього для різних виробництв біопластику.

Схематичне порівняння лінійної та циркулярної економік

- Схематичне порівняння лінійної та циркулярної економікПередові джерела сировини та біомаси: одним із ключових напрямків у біополімерах є розвідка та розробка передових джерел сировини та біомаси. Використання нехарчової біомаси, сільськогосподарських відходів, водоростей[40][41] та іншої стійкої сировини може зменшити навантаження на продовольчі ресурси та сприяти більш замкнутій (циркулярній) економіці.[42][43][44][45][46][47]

- Біополімерні суміші та композити: дослідження та розробки у створенні біополімерних сумішей та композитів набирають обертів. Комбінуючи різні біополімери або змішуючи біополімери з традиційними пластиками, можливо досягти покращення механічних, термічних і бар’єрних властивостей, що робить такі суміші та композити придатними для більш широкого спектру застосувань.[48][49][50][51][52][53]

- Біорозкладані та компостовані полімери. Інновації в цій галузі стимулюють виробництво біополімерів, зокрема, біопластику, які природним чином розкладаються в навколишньому середовищі, зменшуючи забруднення пластиком.[54][55][56][57][58][59]
- Поліефіри на біологічній основі: поліефіри на біологічній основі, такі як полілактид (полімолочна кислота, PLA) і полігідроксіалканоати (PHA), є одними з найбільш перспективних біополімерів. Вони отримуються з відновлюваних ресурсів, таких як кукурудзяний крохмаль, цукрова тростина або методом бактеріальної ферментації, і знаходять застосування в пакуванні, текстилі та біомедичних пристроях.[60][61][62][63][64]
- Поліетилен і поліпропілен на біологічній основі: ведуться роботи по виробництву версій звичайних пластмас, таких як поліетилен і поліпропілен, на біологічній основі. Ці матеріали мають широке застосування в різних галузях промисловості, і їх перехід на стійкі альтернативи має вирішальне значення.[65][42][66]
- Біополімери для 3D-друку. Індустрія 3D-друку швидко розвивається, і зростає інтерес до розробки біополімерів, спеціально розроблених для цієї технології. Нитки на основі біополімерів можуть забезпечити більш стійкий та екологічний 3D-друк.[67][68][69][70][71]

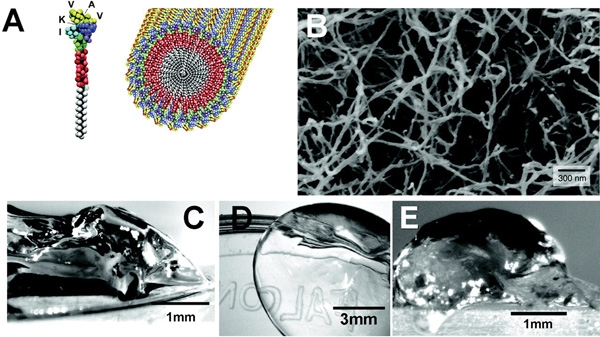
Саморозкладні пептидні каркаси для інженерії нервової тканини

- Саморозкладні пептидні каркаси для інженерії нервової тканиниБіополімери в медицині та біомедичній інженерії: Біополімери пропонують захоплюючі можливості в галузях медицини та біомедичної інженерії. Біорозкладні нитки, каркаси для тканинної інженерії[72][73][74][75][76][77][78] та системи доставки ліків[79][80][81][82][83][84] (див. Наномедицина), виготовлені з біополімерів, можуть революціонізувати охорону здоров’я, зменшивши вплив на навколишнє середовище та покращивши результати лікування пацієнтів.[85][86][87][88][89][90]
- Біополімери на основі наноцелюлози: наноцелюлоза[en], отримана з рослинних джерел, має міцні механічні властивості та може використовуватися для зміцнення біополімерів, покращуючи їх ефективність. Ця область демонструє потенціал у створенні високоміцних, легких матеріалів для різних застосувань.[72][91][92][93]Біорозкладний наноцелюлзний папірКругообіг наноцелюлози

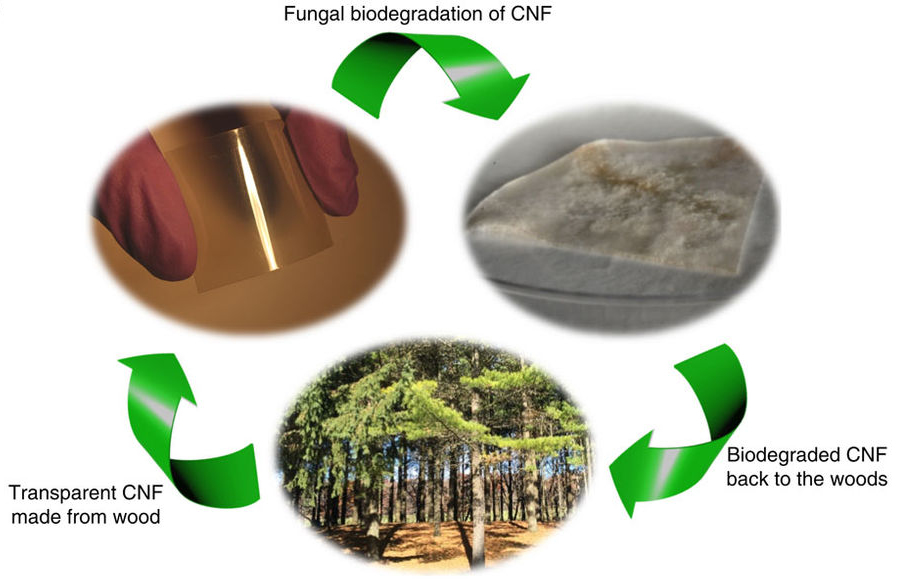
Біорозкладний наноцелюлзний папір

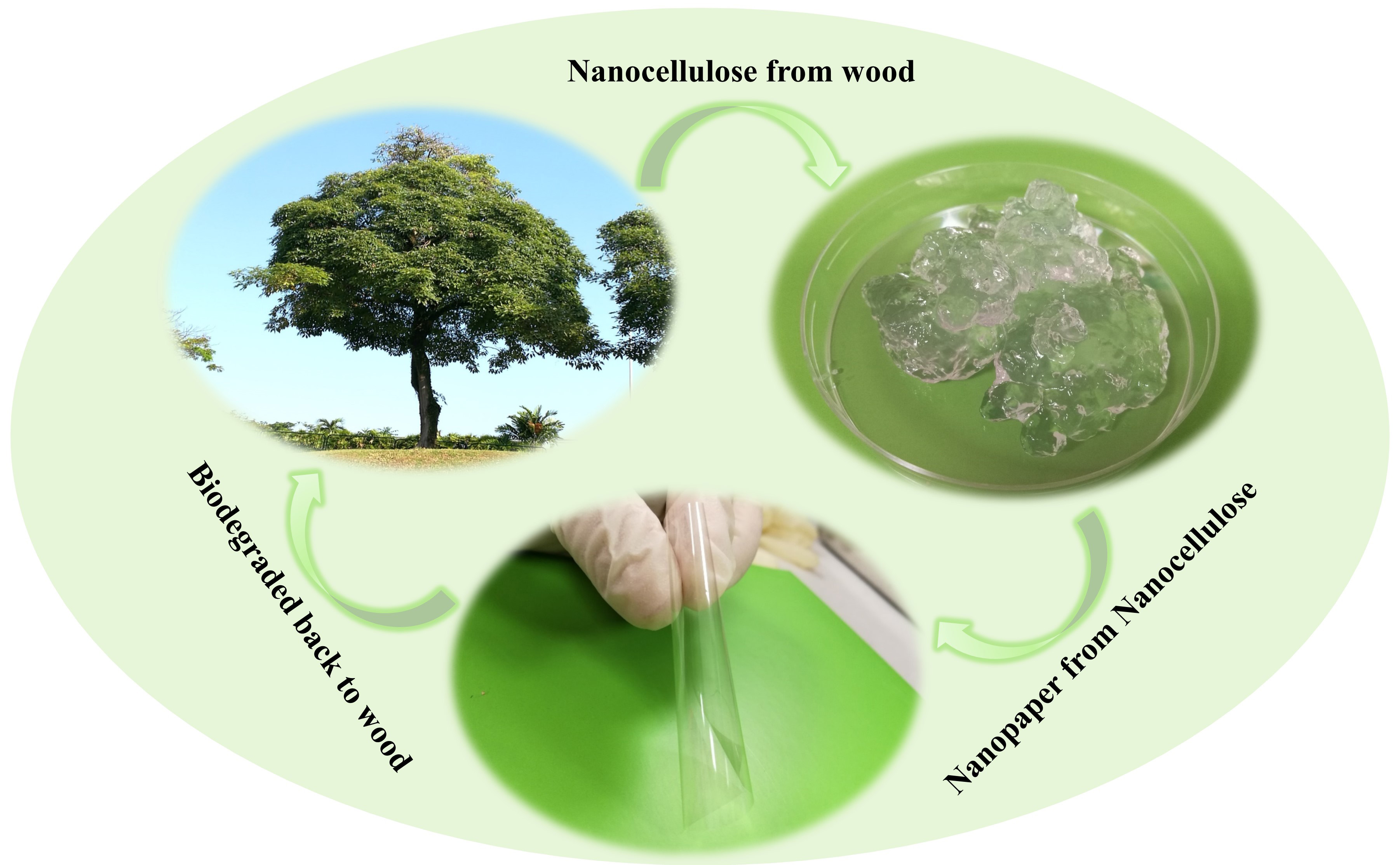
Кругообіг наноцелюлози

- Покриття та плівки на основі біополімерів: знаходять застосування в упаковці харчових продуктів, сільському господарстві та електроніці. Інновації в цій галузі можуть призвести до стійких альтернатив покриттям і плівкам на основі нафти.[94][95][96][97][98]
- Технології перетворення відходів у біополімери: прогрес у технологіях перетворення відходів у біополімери може кардинально змінити правила поводження з відходами. Перетворення органічних відходів (харчових[99][100][101][102], сільськогосподарських[102], деревообробних[103] та інших) на цінні біополімери може сприяти циркулярній економіці та зменшити кількість відходів на звалищах.[104][105][106][107]

## Додаткова література

### Книги
- Серія книг Biobased Polymers (Springer Nature, 2016-2023+)
- Salazar Sánchez, Margarita del Rosario; Solanilla Duque, та ін., ред. (2023). Biodegradable polymers: concepts and applications (1st edition). Boca Raton London New York: CRC Press, Taylor & Francis Group. ISBN 978-1-003-23053-3.
- Siroha, Sneh Punia Bangar, Anil Kumar, ред. (30 травня 2023). Biopolymer-Based Films and Coatings: Trends and Challenges. Boca Raton: CRC Press. ISBN 978-1-003-30367-1.
- BIOPOLYMERS: synthesis, properties, and emerging applications. Elsevier. 2022. ISBN 0-323-90939-6.
- Nadda Ashok Kumar; Sharma Swati; Bhat Rajeev, ред. (2022). Biopolymers: Recent Updates, Challenges and Opportunities. Springer Series on Polymer and Composite Materials (англ.). Cham: Springer International Publishing. ISBN 978-3-030-98391-8.
- Neha Kanwar Rawat, Tatiana G. Volova, A. K. Haghi (2022). Applied Biopolymer Technology and Bioplastics: Sustainable Development by Green Engineering Materials. Apple Academic Press. с. 292. ISBN 9781774637746.
- Kumar, Santosh; Mukherjee, Avik; Dutta, Joydeep (2022). Biopolymer-based food packaging: innovations and technology applications. Hoboken, NJ. ISBN 978-1-119-70231-3.
- Balart Gimeno, Rafael Antonio; Arrieta Dillon, et al. (2022). Biopolymers from Natural Resources. Basel. ISBN 978-3-0365-3967-6.
- Bera, Hriday; Hossain, Chowdhury Mobaswar; Saha, Sudipta (2021). Biopolymer-based nanomaterials in drug delivery and biomedical applications. London: Academic Press. ISBN 978-0-12-820875-5.
- Thomas, Sabu; Gopi, Sreeraj; Amalraj, Augustine (2021). Biopolymers and their industrial applications: from plant, animal, and marine sources, to functional products. Amsterdam: Elsevier. ISBN 978-0-12-819259-7.
- Elnashar, Magdy (2010). Biopolymers. IntechOpen. ISBN 978-953-307-109-1.

### Журнали
- Біополімери та клітина
- Biopolymers
- Polymers
- Carbohydrate Polymers
- Journal of Polymers and the Environment
- Polymers from Renewable Resources

### Статті
- McDonald Samantha M.; Augustine Emily K.; Lanners Quinn та ін. (10 серпня 2023). Applied machine learning as a driver for polymeric biomaterials design. Nature Communications (англ.) 14 (1).doi:10.1038/s41467-023-40459-8.
- Das Abinash; Ringu Togam; Ghosh Sampad; Pramanik Nabakumar (2023-07). A comprehensive review on recent advances in preparation, physicochemical characterization, and bioengineering applications of biopolymers. Polymer Bulletin (англ.) 80 (7). doi:10.1007/s00289-022-04443-4.
- Rosenboom JG., Langer R. & Traverso G. (2022) Bioplastics for a circular economy.. Nature Reviews Materials 7, 117–137. doi:10.1038/s41578-021-00407-8.
- Baranwal Jaya; Barse Brajesh; Fais Antonella; Delogu Giovanna Lucia; Kumar Amit (2022-01). Biopolymer: A Sustainable Material for Food and Medical Applications. Polymers (англ.) 14 (5). doi:10.3390/polym14050983.
- Nanda, Sonil; Patra, Biswa R.; Patel, Ravi; Bakos, Jamie; Dalai, Ajay K. (2022). Innovations in applications and prospects of bioplastics and biopolymers: a review. Environmental Chemistry Letters (англ.) 20 (1). с. 379–395. doi:10.1007/s10311-021-01334-4.

### Курси
- Biomaterials and Biofabrication: Design, Engineering and Innovation (безкоштовно)